# Wallfahrtskirche St. Leonhard (Inchenhofen)
Die römisch-katholische Pfarr- und Wallfahrtskirche St. Leonhard in Inchenhofen im Landkreis Aichach-Friedberg ist eine  gotische Hallenkirche. Sie wurde im 17. und 18. Jahrhundert umgestaltet und war vormals ein bedeutender Wallfahrtsort. Jedes Jahr findet hier der älteste Leonhardiritt Altbayerns statt.

## Geschichte

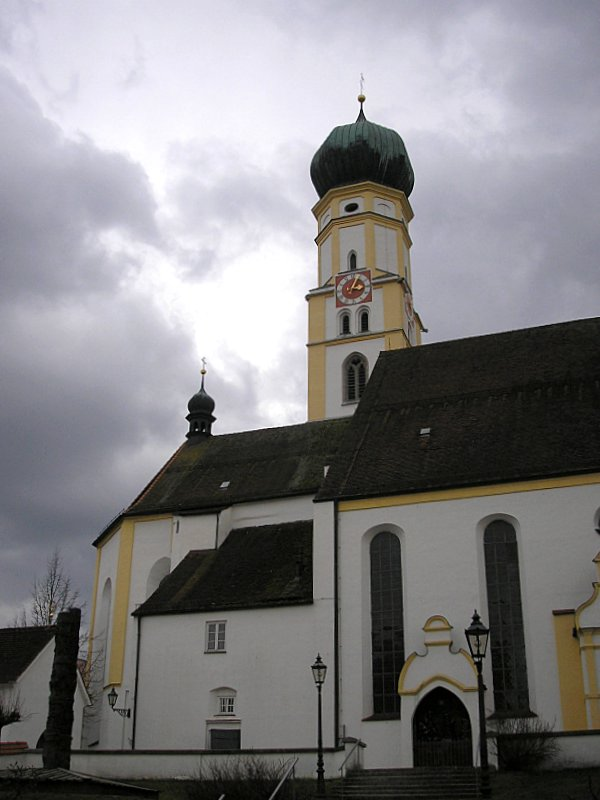
Ansicht von Norden

Die Wallfahrt zum hl. Leonhard zu Inchenhofen ist seit dem 13. Jahrhundert belegt. Sie gilt als älteste und wichtigste Leonhards-Wallfahrt Altbayerns. Ursprünglich stand hier eine kleine Kapelle, die für die fünf umliegenden Bauernhöfe als Gotteshaus diente. Der Aufschwung begann 1266, als Herzog Ludwig der Strenge dem Zisterzienserkloster Fürstenfeld die Pfarrei Hollenbach übertrug. Das Kloster Fürstenfeld betreute die Wallfahrt seit 1283 bis zur Säkularisation 1802/1803, als auch dieser Konvent 1803 aufgehoben wurde. 1289 wurden dieser Kapelle 13 Ablässe verliehen, weshalb bald der Bau einer geräumigeren Kirche nötig wurde. Am 17. Mai 1332 wurde die gotische Wallfahrtskirche durch den Augsburger Weihbischof Heinrich von Kiew geweiht. Wegen seiner Bedeutung als Wallfahrtsort wurde Inchenhofen im Jahr 1400 zum Markt erhoben. Noch heute führt aus jeder Himmelsrichtung eine Straße auf die Kirche zu.
1427 erfolgte die Erhebung zu einer selbständigen Pfarrei durch Papst Martin V., dessen Verfügung aber nicht umgesetzt werden konnte.
Unter dem Fürstenfelder Abt Paul Herzmann (1451–1454) begann der Bau der gotischen Halle, die den Kern der heutigen Wallfahrtskirche bildet. Der Turm kam 1486 hinzu.
Abt Sebastian Thoma (1610–1623) veranlasste den Umbau im Stil der Renaissance, der über 30.000 Gulden gekostet haben soll. Aus dieser Zeit haben sich die beiden Altäre in den Seitenschiffen sowie das Gnadenbild erhalten.
Während des Spanischen Erbfolgekrieges verwüsteten englische und holländische Truppen nach der Schlacht bei Höchstädt Markt und Kirche. 1705/06 wurden die Schäden beseitigt und zugleich der Turm erhöht. Die Emporen in den Seitenkapellen wurden unter Abt Alexander Pellhammer (1745–1761) entfernt, gleichzeitig erhielten die Kapellen neue Altäre. 1776 bemalte Ignaz Baldauf die Gewölbe mit dem erhaltenen Bildprogramm. Vor 1910 wurde die Wallfahrtskirche durch den Münchner Architekten Joseph Elsner restauriert.
Die Säkularisation des Klosters Fürstenfeld (1803) führte zwar auch in Inchenhofen zu einem Rückgang der Wallfahrt, jedoch haben bis in die Gegenwart noch etwa 60 Wallfahrtszüge die Kirche zum Ziel. 600 Jahre lang war der kleine altbayerische Markt eines der wichtigsten Wallfahrtsziele Europas, das nur von Jerusalem, Rom und Compostella übertroffen wurde. Die Pilger kamen sogar aus Polen, Österreich, Ungarn und Oberitalien.
Heute pilgern nur noch wenige Gläubige zum hl. Leonhard von Inchenhofen, um die Kirche fehlt der vormals übliche Andenken- und Devotionalienhandel. Hauptsächlich zur Pfingstzeit belebt sich die Wallfahrt, dann ziehen hunderte von Wallfahrern in die Kirche ein, die manchmal 10 bis 15 Stunden unterwegs sind. Der Höhepunkt des Wallfahrtsjahres ist der älteste altbayerische Leonhardiritt am 6. November, der 2016 den Heimatpreis Bayern erhielt.

## Beschreibung

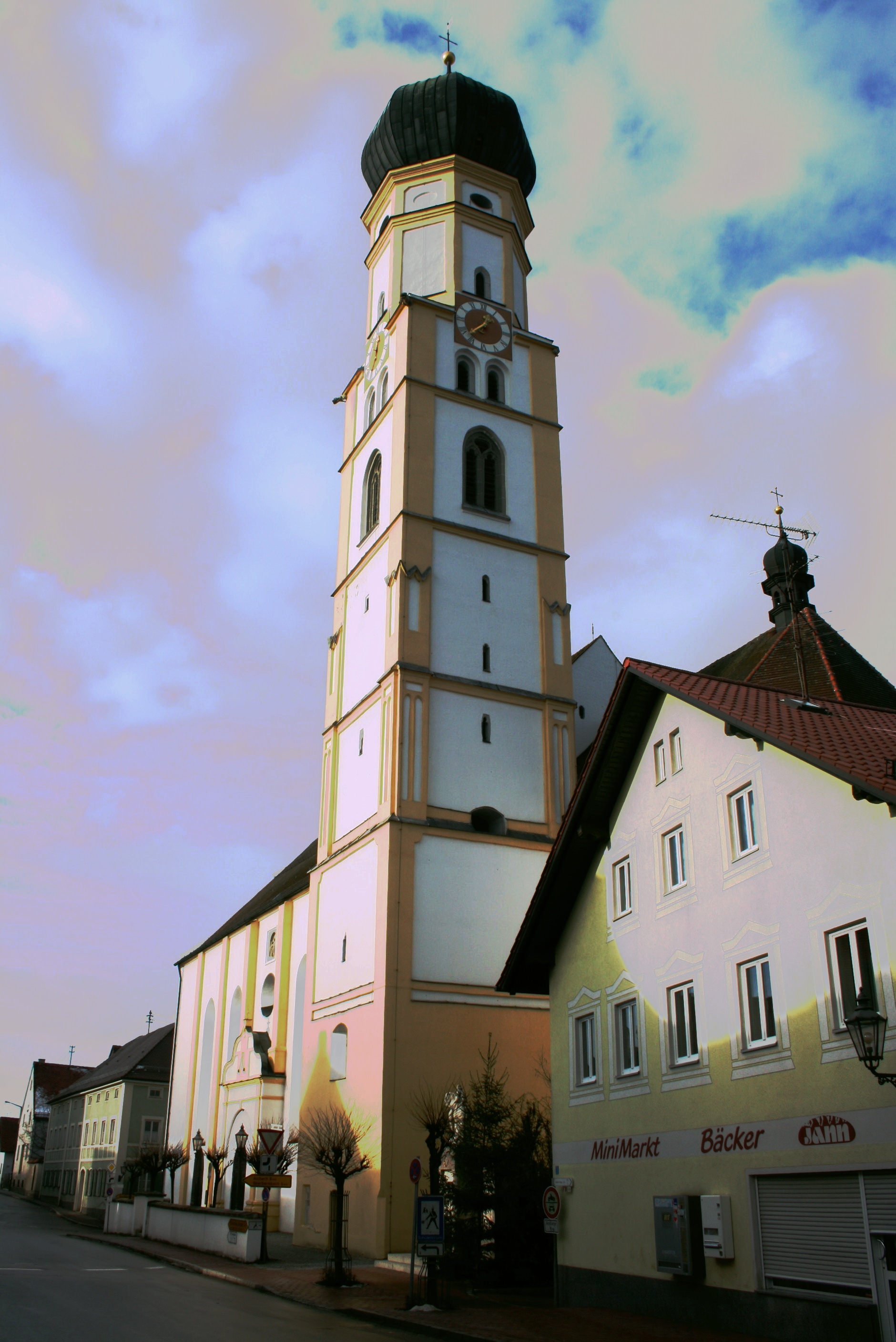
Kirchturm vom Südosten
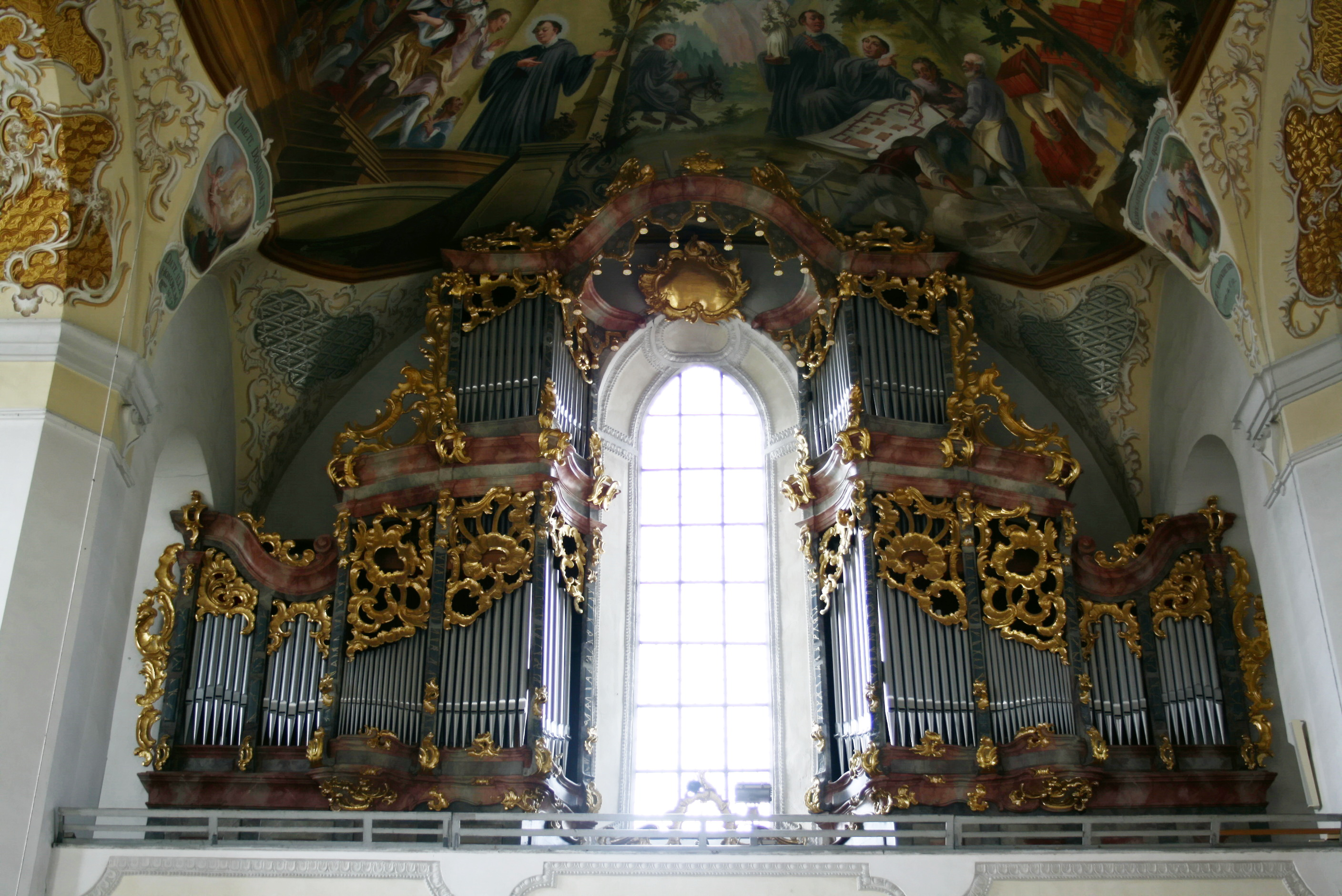
Orgel
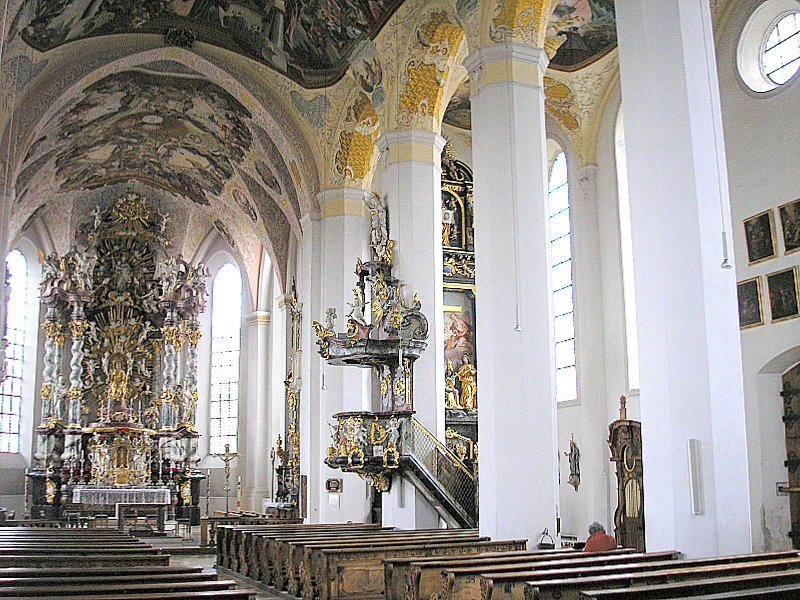
Innenansicht nach Osten
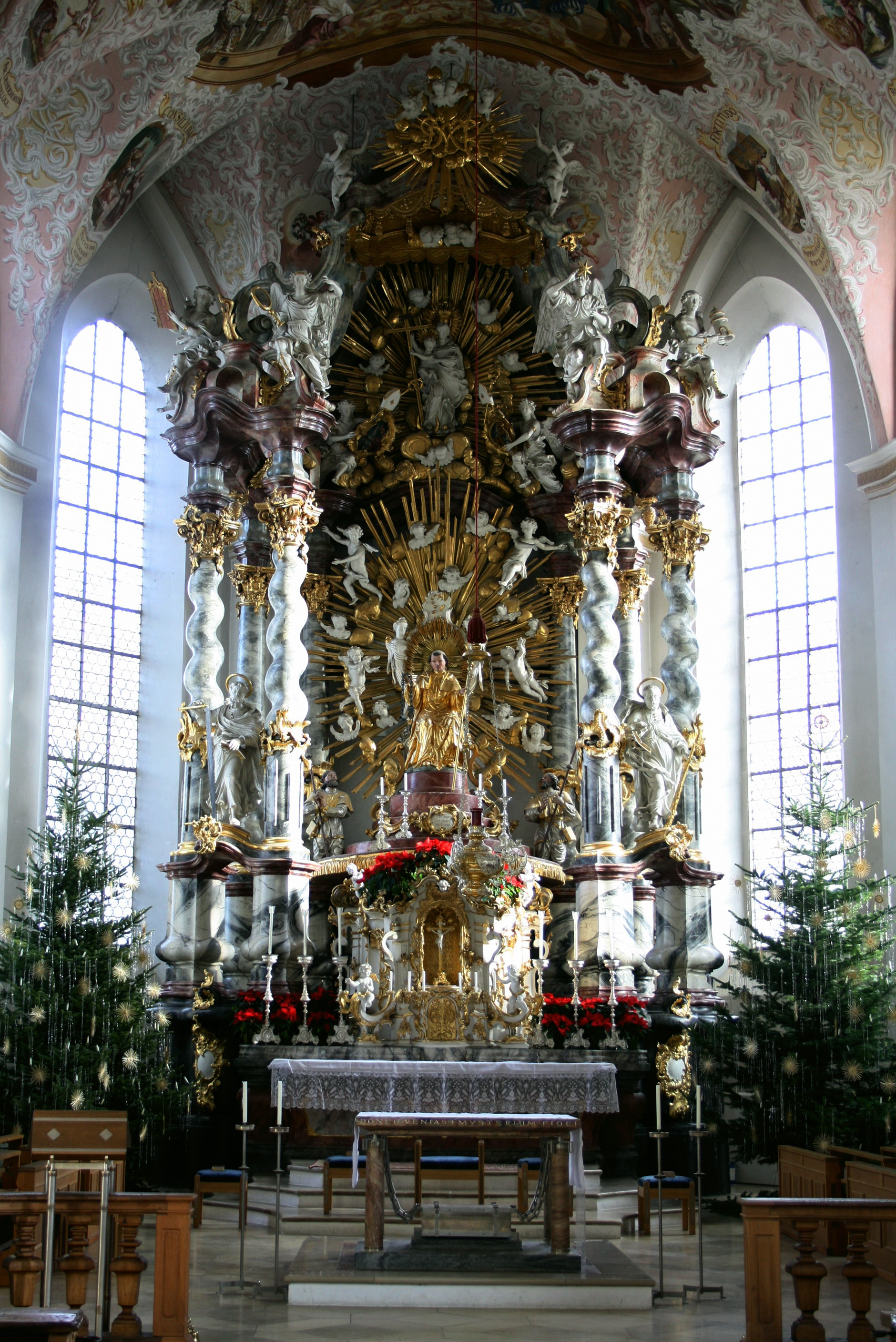
Altar
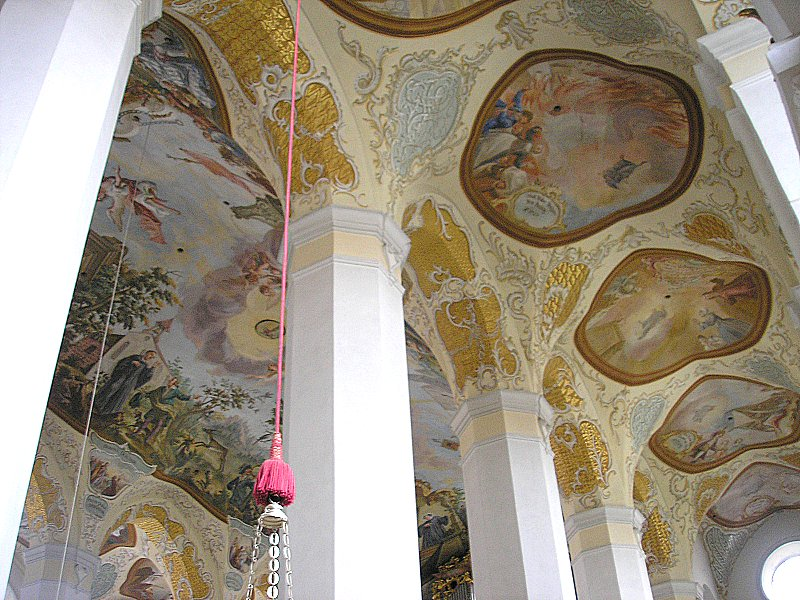
Gewölbe
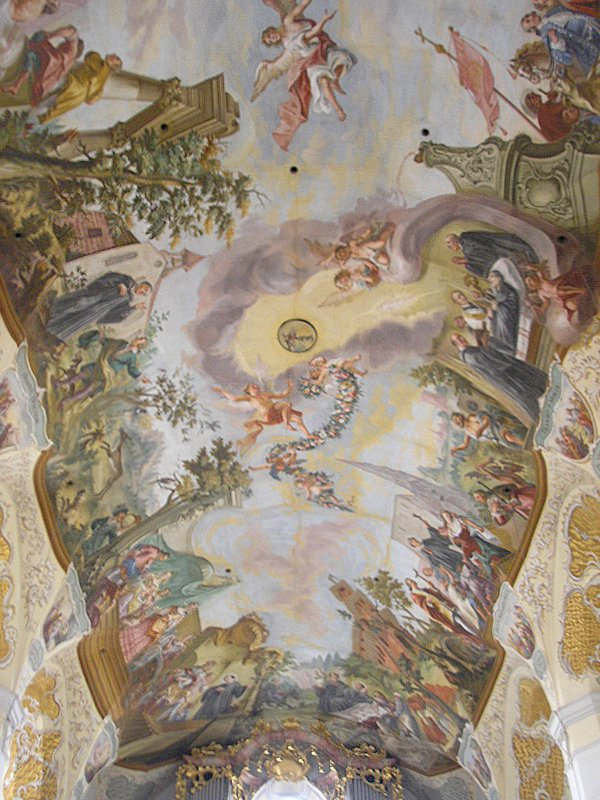
Hauptfresko im Langhaus
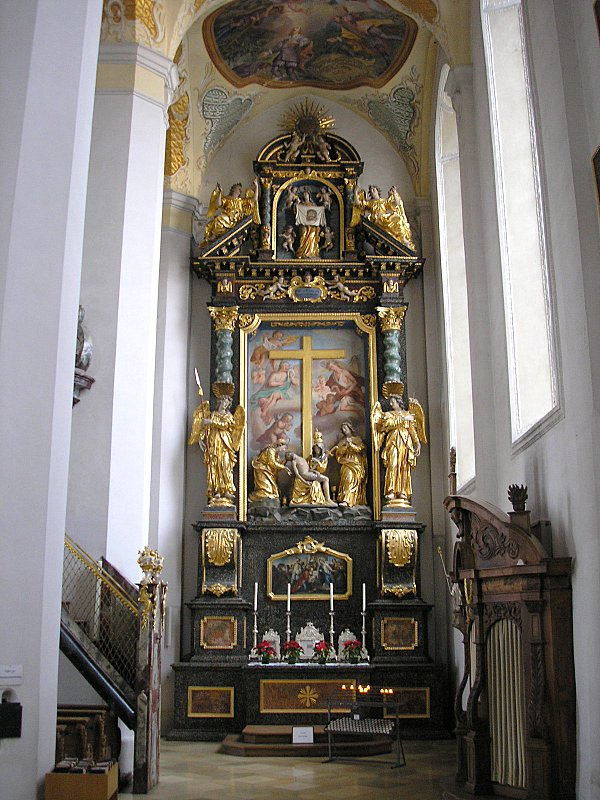
Südliches Seitenschiff
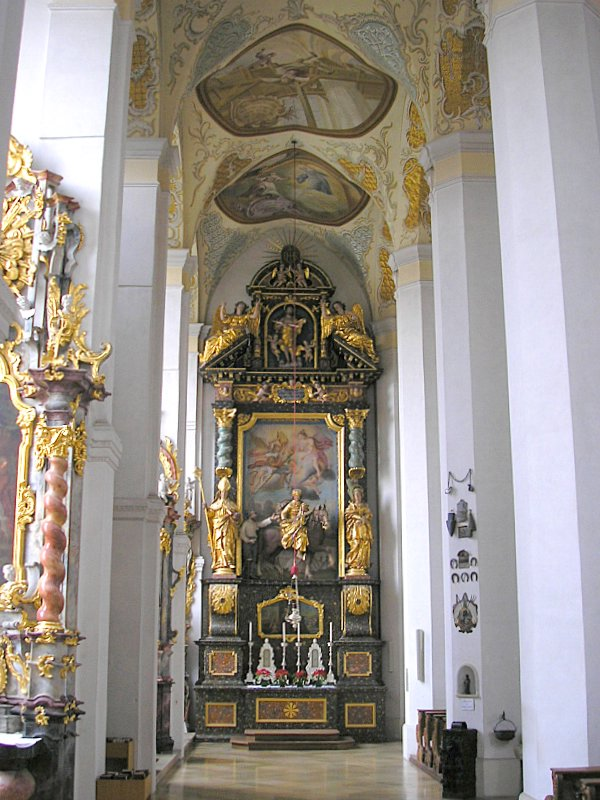
Nordschiff nach Osten
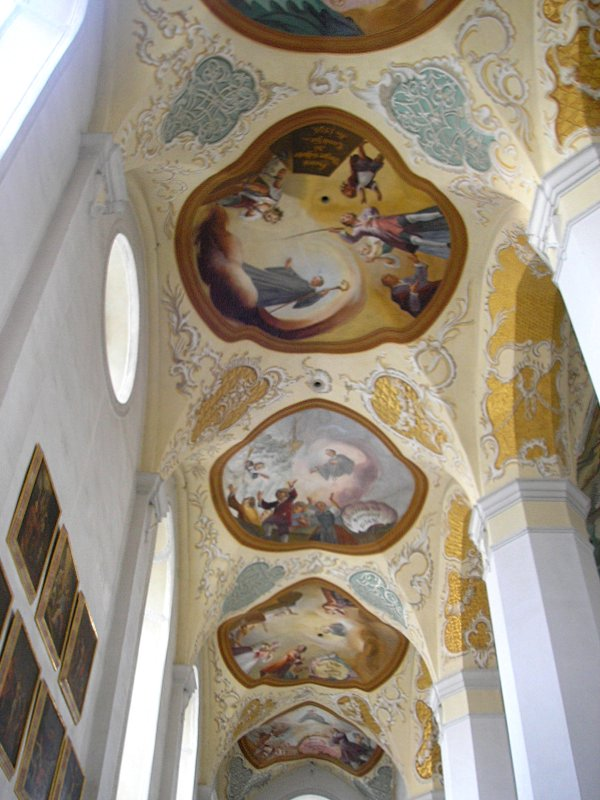
Gewölbe des südlichen Seitenschiffs
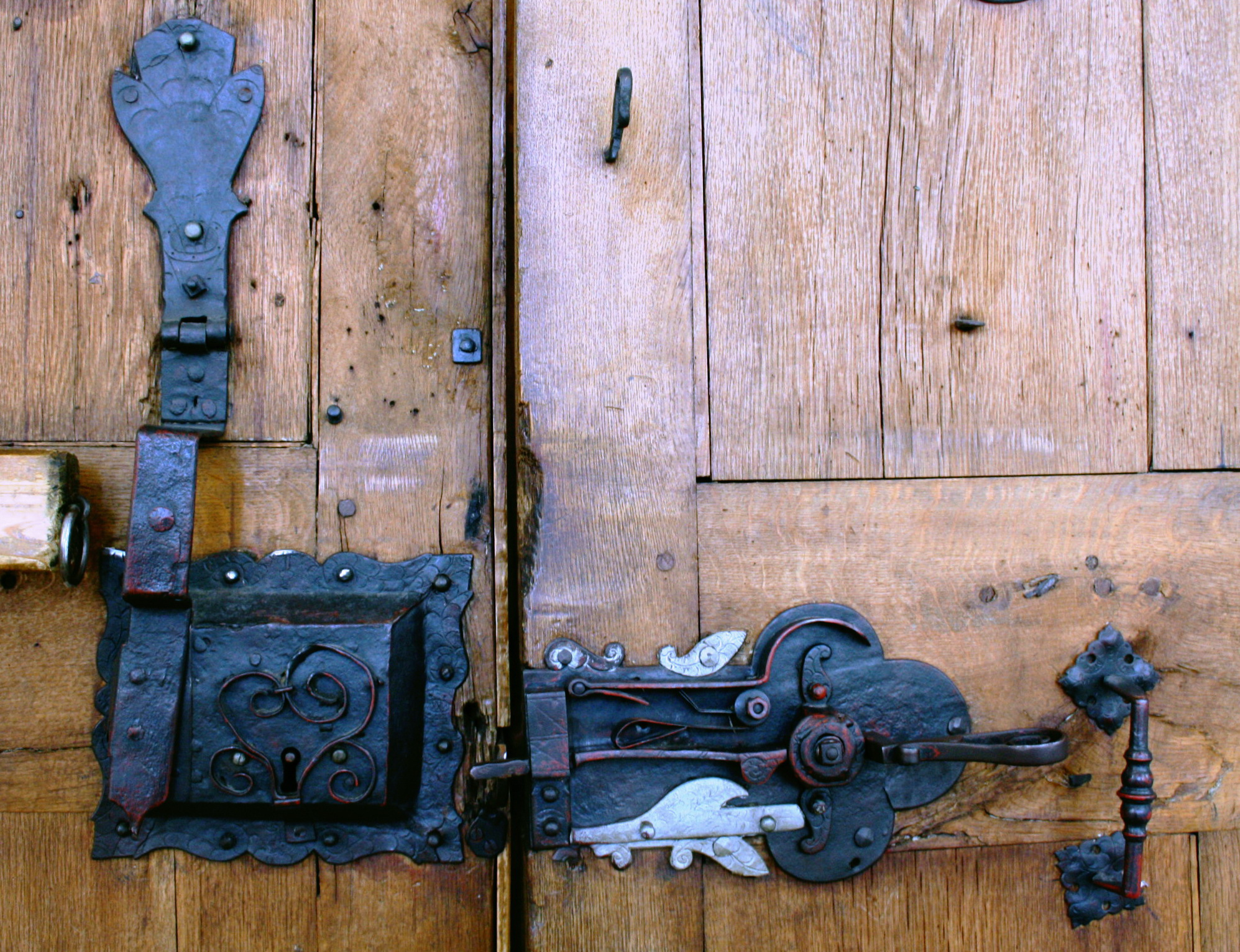
Türschloss

Die Kirche steht auf dem höchsten Punkt der Inchenhofer Ortsmitte. Südlich ist der Marktplatz vorgelagert, nördlich schließt sich das ehemalige Hospital (um 1705) an.
Die dreischiffige gotische Hallenkirche (Länge 61 Meter, Breite 24 Meter) wurde im 17. und 18. Jahrhundert stark verändert. Das Äußere zeigt schlichte Barockformen mit schmalen Rundbogenfenstern. Stiche aus dem frühen 18. Jahrhundert zeigen die Fenster mit spätgotischem Maßwerk. Der 72 Meter hohe Nordturm ist von einem Oktogon mit Zwiebelhaube bekrönt. Die im Süden angelegte Sakristei deutet auf ein nicht ausgeführtes Doppelturmprojekt hin. Auf dem niedrigeren Dachstuhl des eingezogenen Chores sitzt ein zierlicher Dachreiter. Der Sakralbau ist weiß verputzt, die Gliederung aus Gesims und Lisenen ist gelb gehalten.
Auch der Innenraum wird vom Barock und Rokoko geprägt. Die achtseitigen Pfeiler des Langhauses tragen die flache Stichkappentonne des Mittelschiffs, auch das Presbyterium wird in dieser Art überspannt. In den Seitenschiffen teilen Kreuzgratgewölbe in fünf Joche. An das Südschiff schließen sich die fünf raumhohen Seitenkapellen an.
Fresken
Das riesige Deckenbild im Mittelschiff zeigt das Leben, Sterben und die Verehrung des hl. Leonhard. Es wurde von dem gebürtigen Inchenhofener Ignaz Baldauf geschaffen.
Das Deckenfresko im Altarraum zeigt die Taufe Leonhards durch den hl. Remigius, der von seinem Paten König Chlodwig I. über das Taufbecken gehalten wird.
Die Gewölbe der Seitenschiffe und der Kapellen zeigen Szenen aus den Mirakelbüchern der Wallfahrt, u. a. einen Knaben aus Landeck in Tirol, der von einem Wagen überrollt wird, sowie weitere, dem Heiligen zugeschriebene Wunder.
Die begleitenden Stuckaturen sind aufgemalt. Die Kartuschen des Chorgewölbes illustrieren die Gaben des Heiligen Geistes, die des Mittelschiffes Szenen aus dem Leben Christi und des Johannes des Täufers.
Altäre
Der Hochaltar im Chorhaupt ist das Werk von Anton Wiest (1756), das sein gleichnamiger Enkel 1822 nach teilweiser Zerstörung restaurierte. Zwei gewundene Säulenpaare flankieren eine große Sitzfigur des hl. Leonhard (um 1620), dahinter schweben einige Engel in einem Strahlenkranz. Links und rechts bestaunen zwei kniende Pilger die Szene.
Die beiden Nebenaltäre im Chor wurden vermutlich ebenfalls von Anton Wiest hergestellt. Die Altarblätter schuf Ignaz Baldauf (Tod des hl. Benedikt und Begrüßung des hl. Bernhard durch Maria im Speyerer Dom).
Die Altäre in den Seitenschiffen stammen noch vom Umbau von 1620. Im linken Seitenaltar steht eine Statuengruppe hl. Martin bei der Mantelspende. An den Seiten stehen St. Ulrich und Afra. Der Altar im Südschiff bewahrt das alte Gnadenbild, eine spätgotische Pietà (um 1430), die von den hll. Johannes Evangelist und Maria Magdalena begleitet wird.
Die Kapellenaltäre mit Gemälden Baldaufs wurden ebenfalls von Anton Wiest (1760) geschaffen, ebenso die Rokokokanzel (1758) am zweiten Südpfeiler.
Der moderne Zelebrationsaltar über dem Leonhardischrein im ersten Chorjoch wurde 1995/99 gemäß den liturgischen Reformen des II. Vatikanischen Konzils errichtet. Die Mensa ist durch vier Ketten (Attribute des hl. Leonhard) mit dem Reliquienschrein verbunden. Der Schrein wird bei der jährlichen Leonhardi-Prozession durch den Ort getragen.